# Ya Rayah
Ya rayah (en arabe : يا رايح) (Toi qui t’en vas), est une chanson de l’auteur-compositeur-interprète algérien Amrani Abderrahmane, dit Dahmane El Harrachi.
Elle figure au panthéon des chansons les plus populaires du répertoire chaabi de la musique algérienne.

## Paroles
« يا رايح وين مسافر تروح تعيا وتولي
شحال ندمو لعباد الغافلين قبلك وقبلي
شحال شفت البلدان العامرين و البر الخالي
شحال ضيعت اوقات و  شحال تزيد ما زال أتخلي
يا الغايب في بلاد الناس شحال تعيا ما تجري

فيك وعد القدرة ولّى زمان وأنت ما تدري »
« Ô toi qui t'en vas, où que tu ailles Tu finiras par te lasser et revenir
Tellement de gens peu avisés l'ont regretté avant toi et moi
Tu as vu tant de contrées peuplées et de terres inhabitées
Tu as gaspillé tant de temps et tu en perdras plus et davantage
Ô toi l'absent, dans le pays des autres tu ne cesses de courir

Tu as en toi le pouvoir de réaliser tes promesses ou celles du temps mais toi tu l'ignores »

## Version de Rachid Taha
Singles de Rachid Taha
Kelma
(1996) Ida
(1998)
Cette chanson connut un nouvel essor pour devenir mondialement connue lorsqu'elle fut reprise par Rachid Taha. Le single est certifié disque de platine par le SNEP.

### Liste des chansons
- CD single

1. Ya Rayah – 6:13
2. Jungle Fiction – 4:01

### Classement hebdomadaire
| Classement (1997) | Meilleure position |
| ----------------- | ------------------ |
| France (SNEP)     | 11                 |